# Скијашко трчање на Зимским олимпијским играма 1928 — 50 километара за мушкарце

## Резултати
Скијашко трчање на Зимским олимпијским играма 1928. у дисциплини трка на 50 км која се одржала у уторак 14. фебруара 1928. године.
На такмичењу је учествовао 41 скијаш из 11 земаља.
| Пласман | Спортиста           | Држава                | Резултат          |
| 1.      | Пер-Ерик Хедлунд    | Шведска               | 4:52:03           |
| 2.      | Густав Јонсон       | Шведска               | 5:05:30           |
| 3.      | Волгер Андерсон     | Шведска               | 5:05:46           |
| 4.      | Олав Ћелботн        | Норвешка              | 5:14:22           |
| 5.      | Оле Хеге            | Норвешка              | 5:17:58           |
| 6.      | Тауно Лапалајнен    | Финска                | 5:18:33           |
| 7.      | Андерс Стрем        | Шведска               | 5:21:54           |
| 8.      | Јохан Стеа          | Норвешка              | 5:25:30           |
| 9.      | Марти Лапалајнен    | Финска                | 5:30:09           |
| 10.     | Ото Вал             | Немачка               | 5:34:02           |
| 11.     | Јосеф Њемецки       | Чехословачка          | 5:35:46           |
| 12.     | Ханс Бауер          | Уједињено Краљевство  | 5:36:21           |
| 13.     | Анджеј Кшептовски   | Пољска                | 5:36:55           |
| 14.     | Франтишек Донт      | Чехословачка          | 5:37:36           |
| 15.     | Валтер Бусман       | Швајцарска            | 5:38:49           |
| 16.     | Фриц Пелкофер       | Немачка               | 5:41:00           |
| 17.     | Роберт Вампфлер     | Швајцарска            | 5:42:40           |
| 18.     | Вацлав Фишера       | Чехословачка          | 5:42:55           |
| 19.     | Јозеф Бујак         | Пољска                | 5:44:19           |
| 20.     | Матео Демец         | Италија               | 5:47:47           |
| 21.     | Фердинандо Глик     | Италија               | 5:49:52           |
| 22.     | Carlo Gouralouen    | Швајцарска            | 5:55:09           |
| 23.     | Јошко Јанша         | Краљевина Југославија | 5:58:09           |
| 24.     | Минору Нагата       | Јапан                 | 6:02:24           |
| 25.     | Акира Такаши        | Јапан                 | 6:05:25           |
| 26.     | Сакута Такебуши     | Јапан                 | 6:05:50           |
| 27.     | Францишек Кава      | Пољска                | 6:11:08           |
| 28.     | Стане Кмет          | Краљевина Југославија | 6:32:07           |
| 29.     | Јанко Јанша         | Краљевина Југославија | 6:34:59           |
| 30.     | Стане Бервар        | Краљевина Југославија | 6:46:48           |
| -       | Адијел Пананен      | Финска                | Није завршио трку |
| -       | Мати Рајвио         | Финска                | Није завршио трку |
| -       | Андре Меди          | Француска             | Није завршио трку |
| -       | Анри Мила           | Француска             | Није завршио трку |
| -       | Еварист Прат        | Француска             | Није завршио трку |
| -       | Жан Турније         | Француска             | Није завршио трку |
| -       | Такехару Асо        | Јапан                 | Није завршио трку |
| -       | Јон Рен             | Норвешка              | Није завршио трку |
| -       | Станислав Вилчињски | Пољска                | Није завршио трку |
| -       | Ханс Цајер          | Швајцарска            | Није завршио трку |
| -       | Јозеф Фајштојер     | Чехословачка          | Није завршио трку |